# Litoria meiriana
Litoria meiriana är en groddjursart som först beskrevs av Tyler 1969.  Litoria meiriana ingår i släktet Litoria och familjen lövgrodor. IUCN kategoriserar arten globalt som livskraftig. Inga underarter finns listade i Catalogue of Life.